# Акімов В'ячеслав Валерійович
В'ячесла́в Вале́рійович Акі́мов (17 жовтня 1989, Одеса) — український футболіст, півзахисник клубу «Вікторія».

## Біографія
Вихованець одеського футболу. Із 2002 по 2006 рік виступав за одеську ДЮСШ-9.
Професіональну кар'єру розпочав у першоліговому харківському «Геліосі». За головну команду дебютував 19 липня 2007 року в матчі Першої ліги чемпіонату України проти сімферопольського «ІгроСервіса», який завершився з рахунком 0:0.
Проте закріпитися у складі «Геліоса» В'ячеслав не зумів і другу половину сезону 2007/08 провів у складі «Миколаєва», де став основним гравцем, проте в червні 2008 року клуб вийшов зі складу ПФЛ (за проханням президента Дергунова), команду розформували, а футболістам надали статус вільних агентів.
Новий сезон Акімов розпочав у прем'єрліговій «Ворсклі», але став виступали лише за молодіжну команду, тому ще до закриття трансферного вікна покинув полтавський клуб і перейшов у першолігову «Княжу». Але футболісту знову не вдалося надовго затриматись у клубі, бо на початку 2009 року «Княжа» знялася з чемпіонату і всі футболісти отримали статус вільних агентів.
Улітку 2009 року В'ячеслав перебував на перегляді у прем'єрліговій «Волині» й навіть зіграв за команду п'ять товариських матчів, проте не підійшов команді й підписав контракт з іншим клубом елітного дивізіону — «Закарпаттям», де протягом усього часу виступав лише за молодіжну команду.
Улітку 2011 року підписав контракт із командою Першої ліги «Енергетик», у якому став основним гравцем, але ще до закриття трансферного вікна перейшов у луцьку «Волинь» і майже відразу, 26 серпня 2011 року дебютував у Прем'єр-лізі в матчі проти київської «Оболоні». Проте тренер «Волині» Віталій Кварцяний був дуже незадоволений грою новачка й замінив його вже на 17 хвилині матчу. Після того футболіст більше не виходив за основний склад «Волині», а після завершення сезону покинув команду.
З вересня 2012 року по червень 2014 року виступав у Другій лізі за донецький «Шахтар-3», зігравши 43 матчі (6 голів).
У жовтні того ж року перейшов у молдавський «Веріс», проте вже у грудні команда знялася з чемпіонату й Акімов повернувся в Україну, ставши в березні гравцем «Говерли».
Закріпитись у Прем'єр-лізі В'ячеслав не зумів, зігравши за ужгородців лише 4 матчі в чемпіонаті, через що вже влітку того ж року став гравцем першолігового «Іллічівця», який офіційно покинув у січні 2016 року.
4 жовтня 2016 року був офіційно заявлений до складу чернігівської «Десни».